# Steve Delabar
Steven Edward Delabar (né le 17 juillet 1983 à Fort Knox, Kentucky, États-Unis) est un lanceur droitier des Ligues majeures de baseball.
Il compte une sélection au match des étoiles en 2013 comme représentant des Blue Jays de Toronto.

## Carrière

### Ligues mineures
Steve Delabar est repêché par les Angels d'Anaheim au 43e tour de sélection en 2002. Il ne signe pas avec l'équipe et est drafté à nouveau, cette fois en 29e ronde par les Padres de San Diego en 2003.
Delabar joue de 2004 à 2008 en ligues mineures avec les clubs-école des Padres. Sans contrat à partir du 23 mai 2008, il s'aligne brièvement en 2008 avec le Florence Freedom, un club indépendant de la Frontier League, puis en 2008 et 2009 avec le Brockton Rox de la Ligue Can-Am, un autre club indépendant.
Souffrant de douleurs au bras, il est blessé en 2009 après qu'un de ses entraîneurs ait refusé de le retirer d'un match et insisté pour qu'il complète une partie au monticule. Il se fracture le coude en effectuant un lancer et doit par la suite subir une opération qui, croit-il, met définitivement un terme à sa carrière de joueur de baseball. En 2010, il s'inscrit à l'Université de Louisville pour compléter ses études et devenir enseignant. Ayant renoncé à sa carrière sportive, il joue occasionnellement au softball dans ses loisirs et donne un coup de main à l'équipe de baseball locale. C'est là qu'un ami, Joe Newton, l'encourage à expérimenter un programme d'entraînement destiné à améliorer la puissance des tirs des jeunes lanceurs. Delabar, dont la balle rapide n'avait jamais dépassé 151 km/h dans ses meilleurs jours dans les ligues mineures, est soudainement capable de décocher des tirs atteignant 156 km/h. Newton contacte un dépisteur des Mariners de Seattle et l'encourage à venir voir lancer Delabar. Ce dernier est par la suite convoqué par l'équipe et obtient un essai.

### Mariners de Seattle
Il est mis sous contrat par les Mariners le 30 avril 2011, se rapporte à une équipe des ligues mineures qui leur est affiliée et joue pour la première fois dans le baseball majeur avec Seattle le 11 septembre 2011. Il effectue 6 sorties comme lanceur de relève avec Seattle, remportant une victoire contre une défaite avec une moyenne de points mérités de 2,57 et sept retraits sur des prises en sept manches lancées. Il savoure sa première victoire dans les majeures le 14 septembre contre les Yankees de New York.
Delabar amorce la saison 2012 avec les Mariners. Il apparaît en relève dans 34 parties. Sa moyenne de points mérités s'élève à 4,17 en 36 manches et deux tiers lancées, avec deux victoires, une défaite et 46 retraits sur des prises contre seulement 10 buts-sur-balles non intentionnels.

### Blue Jays de Toronto
Le 31 juillet 2012, les Mariners transfèrent Delabar aux Blue Jays de Toronto en échange du voltigeur Eric Thames.
Le 13 août à Toronto dans une victoire des Blue Jays sur les White Sox de Chicago, Delabar devient le premier lanceur de l'histoire à enregistrer 4 retraits sur des prises en une manche supplémentaire. Après avoir retiré Dayan Viciedo sur trois prises, il réserve le même sort à Tyler Flowers mais la troisième prise est échappée par le receveur Jeff Mathis. Delabar doit donc, pour terminer la 10e manche, retirer Gordon Beckham et Alejandro De Aza, qui sont eux aussi éliminés sur trois prises. C'est la 61e fois dans l'histoire des majeures qu'un lanceur réussit 4 retraits sur des prises en une manche à la suite d'une troisième prise échappée, mais la toute première fois que cela se produit en manches supplémentaires. Delabar a une moyenne de points mérités de 3,38 en 29 manches et un tiers après son départ de Seattle et il complète 2012 avec une moyenne de 3,82 en 66 manches lancées en 61 parties au total pour les Mariners et les Blue Jays. Il compte cette année-là quatre victoires contre trois défaites et un impressionnant total de 92 retraits sur des prises, soit en moyenne 11,3 par tranche de 9 manches au monticule.
En 2013, il est invité au match des étoiles pour la première fois de sa carrière. Sa moyenne de points mérités n'est que de 1,71 à ses 42 premières manches lancées de la saison, avec cinq victoires, une défaite et son premier sauvetage dans les majeures.
Il dispute 143 matchs des Blue Jays de 2012 à 2015 et sa moyenne de points mérités se chiffre à 3,97 en 143 manches lancées. Il est libéré de son contrat par Toronto le 29 mars 2016, quelques jours avant le début d'une nouvelle saison.

### Reds de Cincinnati
Delabar rejoint les Reds de Cincinnati le 2 avril 2016.